# Fandango (gruppo musicale italiano)
Fandango era il nome di un gruppo musicale italiano.
Hanno partecipato nella sezione Nuove Proposte al Festival di Sanremo 1991 con Che grossa nostalgia ed al Festival di Sanremo 1993 con Non ci prenderanno mai, qualificandosi in entrambi i casi alla serata finale.
Nel 1995 viene pubblicato il primo album, da cui furono tratti i singoli Centomila e Piccolissimi.

## Formazione
Il gruppo era formato da:
- Lidia Fiori detta "Lilla" (voce), figlia di Publio Fiori, continua a fare la compositrice: sue alcune campagne pubblicitarie e varie sigle e colonne sonore per la televisione, inoltre ha vinto una targa nell'edizione 1997 del Premio Tenco con Mai dire mai, interpretata da Tosca
- Roberto Lanzo, lavora come arrangiatore e strumentista
- Giorgio De Fiore fino al 1993
- Luisa Capuani fino al 1991, lavora come cantante e direttrice di coro all'estero
- Stefano Scoarughi (bassista) dal 1993, lavora come arrangiatore e strumentista